# 尤寧島
尤寧島（Union Island）是聖文森特和格林納丁斯的島嶼，位於巴巴多斯西西南約200公里，屬於格林納丁斯群島的一部分，長5公里、寬2公里，面積9平方公里，最高點海拔高度304米，人口約3,000。
克利夫頓和阿什頓為主要城鎮。

## 地理
由於其火山輪廓，該島嶼又被稱為西印度群島的大溪地。

## 外部連結
- Radio Grenadines official website （页面存档备份，存于）
- Travel guide of Union Island with street map of the town
- Tobago Cays Marine Park official website
- Friends of Union Island - general information

12°36′N 61°26′W / 12.600°N 61.433°W